# Богородица — королева мучеников
Богородица — королева мучеников (исп. Nuestra Señora, Reina de los Mártires), также Королева мучеников (исп. Regina Martirium) (1781) — фреска Франсиско Гойи, написанная им на колоколе базилика Нуэстра-Синьора-дель-Пилар в Сарагосе в мае 1781 года.
Автор уже расписывал потолок храма девятью годами ранее, но новая его работа не вызвала такого же фурора и изначально не была принята академическим художественным сообществом Испании ввиду своего стиля, потому осталась практически незамеченной.

## История создания картины
В 1775 году Гойя со своей женой осели в Мадриде, где жил его шурин и товарищ, придворный художник короля Карла III Франсиско Байеу, предоставивший ему свою творческую мастерскую. Через пять лет второму предложили курировать роспись колоколов в сарагосском храме в исполнении своего брата Рамона и зятя. Рамон занялся фресками «Regina Confessorum», «Regina Patriarcharum» и «Regina Virginum» (Королева исповедников, Королева патриархов и Королева девственниц), Байеу фресками «Regina Prophetarum» и «Regina Apostotolorum» — Королевой святых, Королевой апостолов. 

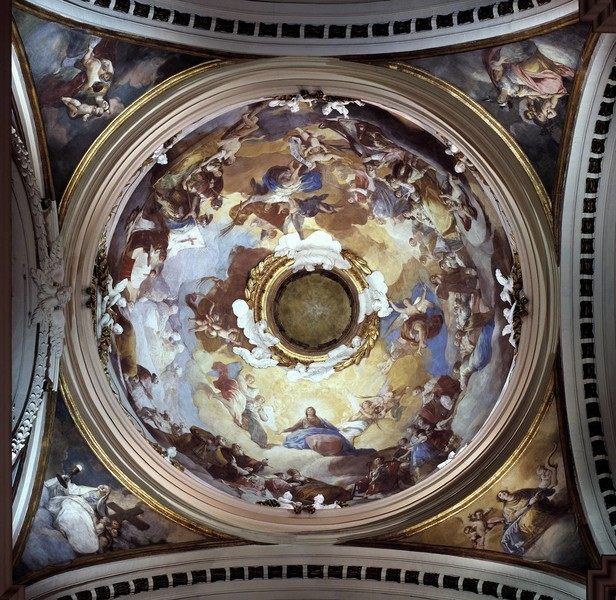
Колокол, расписанный Франсиско Гойей

Франсиско Гойя же начал писать Regina Martirium и закончил самым первым. Лёгкий, практически эскизный вид фрески не понравился приверженцу классицизма Байеу, порекомендовавшему коллеге доработать картину, назвав ту «огромным наброском», что привело к конфронтации с Франсиско, ибо юноша не желал менять какие-либо элементы работы. По итогам разногласий Байеу отказался руководить коллегой и написал в заводской совет Сарагоса с просьбой освободить его от надзора за зятем. В декабре право руководительства перешло канонику Матиасу Аллуэ; так в начале 1781 года фреска оказалась почти завершённой. Необходимо было представить эскизы аллегорических добродетелей — веры, стойкости, кротости и милосердия в четырёх разных углах потолка.
Меньше чем через месяц Франсиско Гойя демонстрирует результаты, не удовлетворяющие совет. Мастера находят в работе художника дефекты и отклоняют, требуя вернуть надзор за художником его шурину. Разочарованный Гойя даже пытается отправить свои труды на профессиональную экспертизу в Королевскую академию изящных искусств, что хорошо говорит о его импульсивной упёртости. Впрочем, Байеу осаждает юношу, указав, будто тот ещё слишком молод, дабы «командовать своему хозяину».
Свободолюбивый художник решает составить рапорт в совет о дискриминации: в обращении пишет, как его вынуждают «раболепствовать» перед Байеу, но в ответе узнаёт, что осуществляет роспись исключительно под правами наёмника, и в процессе им дозволено руководить столько, сколько то необходимо. Подавленный даже сильнее, чем раньше, Франсиско приходит к выводу, будто для поиска недостатков в его картинах совет выделил себе несколько пунктов, которыми и пользуется при аргументации — это якобы высокомерие, надменность, капризная неукротимость и гордость Гойи.
 

В конце марта художнику приходят одновременно два письма с похожей просьбой о мире с коллегой. Первое ему отправляет отец картезианского монастыря Аула-Деи, где Гойя несколько лет назад писал фрески, а второе — совет. В каждом художника уверяют смириться, простить и покориться воле его родственника. Автор сдаётся, отдаваясь в распоряжение шурина. В середине апреля совет наконец принимает исправленную фреску; 28 мая Гойя заканчивает роспись, а 30 в грубой форме требует все деньги, заработанные им, добавляя, будто само нахождение в Сарагосе «портит его репутацию». Обидевшийся Байеу отсылает обещанную сумму и подговаривает совет больше никогда не нанимать Франсиско.

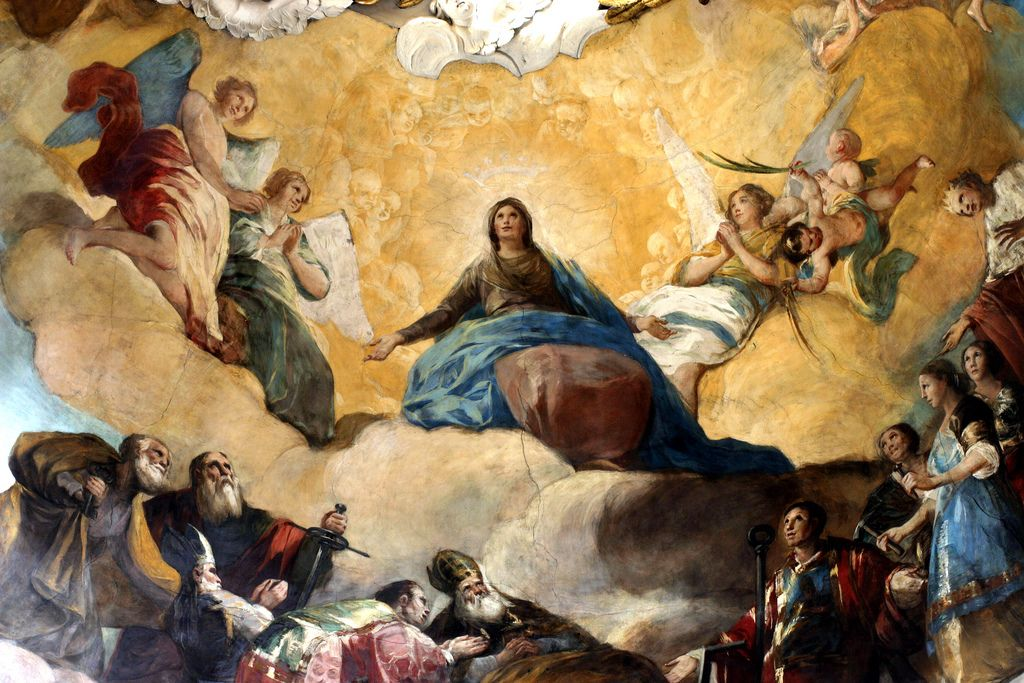
Дева Мария, вокруг которой расположились святые

## Художественный анализ

### Композиция
На фреске изображён небосвод, заполненный крупными облаками, где расположились ангелы и мученики; они окружают собой Деву Марию, чья фигура в композиции доминирует. Голова женщины приподнята вверх, на неё наброшена красноватая и голубая мантии. Сверху парит полупрозрачная корона, опускающаяся на её макушку.
Видимо, Франсиско Гойя обращается к известному в католическом искусстве изображению, когда после вознесения Деву Марию коронуют в сопровождении торжествующих небожителей. На это намекают ангельские чины на фреске и обилие святых, собранных в восхищении перед девушкой (см. агиографию Иакова Ворагинского «Золотая легенда»).
По обе стороны от Богородицы находятся святые: Викентий Сарагосский, Святой Валерий, Лаврентий Римский, Энграция Сарагосская, Алодия и Нунила, а также Герменегильд, Ламберт Маастрихтский, Павел Орозий, святая Екатерина, святые Юстус и Пастор, Димитрий Солунский, святой Клемент I с якорем в руках, полуобнажённый Святой Себастьян, святая Варвара, святой Маврикий, святой Георгий с флагом, на котором изображен его крест; Стефан Первомученик, хорист святой Доминик, апостол Симон Кананит, испанский святой Педро Арбуэс, святой Индалетий и апостолы Пётр и Павел с ключом и мечом соответственно.